# Чемпионат мира по тяжёлой атлетике 1911 (I)
В 1911 году чемпионат мира по тяжёлой атлетике проводился четырежды: в Штутгарте, Берлине, Дрездене (все — Германия) и Вене (Австро-Венгрия). 15-й Чемпионат мира по тяжёлой атлетике прошёл с 29 по 30 апреля в Штутгарте.

## Общий медальный зачёт
| Место | Страна    | Золото | Серебро | Бронза | Всего |
| ----- | --------- | ------ | ------- | ------ | ----- |
| 1     | Австрия   | 2      | 2       | 0      | 4     |
| 2     | Германия  | 1      | 2       | 4      | 7     |
| 3     | Швейцария | 1      | 0       | 0      | 1     |
| всего | всего     | 4      | 4       | 4      | 12    |

## Медалисты
| Вес         | Золото                          | Серебро                  | Бронза                        |
| ----------- | ------------------------------- | ------------------------ | ----------------------------- |
| До 60 кг    | Альфред Аншютц (Германия)       | Эмиль Климент (Австрия)  | Георг Фогель (Германия)       |
| До 70 кг    | Ульрих Блазер (Швейцария)       | Франц Комарек (Австрия)  | Петер Райнмут (Германия)      |
| До 80 кг    | Леопольд Хеннермюллер (Австрия) | Ойген Руланд (Германия)  | Андреас Лутц (Германия)       |
| Свыше 80 кг | Йозеф Графль (Австрия)          | Хайнрих Ронди (Германия) | Хайнрих Шнайдерайт (Германия) |

## Ссылка
- Статистика Международной федерации тяжёлой атлетики